# 1996 en Finlande
Chronologie de la Finlande
- 1992
- 1993
- 1994
- 1995
- 1996
- 1997
- 1998
- 1999
- 2000

Cette page concerne les évènements survenus en 1996 en Finlande  :

## Évènement
- 21 avril : Accident ferroviaire de Jokela (en)
- 20 octobre : Élections européennes

## Sport
- Championnat de Finlande de football 1996
- Championnat de Finlande de hockey sur glace 1995-1996
- Championnat de Finlande de hockey sur glace 1996-1997
- Participation de la Finlande aux Jeux olympiques d'été d'Atlanta.

## Culture

### Sortie de film
- Au loin s'en vont les nuages
- Jungle Jack 2 : La Star de la Jungle
- Le Violon de Rothschild

## Création
- Championnat du monde d'air guitar (en)
- Football Club Lahti
- Institut Aleksanteri
- Université des sciences appliquées Arcada
- Université des sciences appliquées Diakonia
- Université des sciences appliquées de Vaasa

## Dissolution
- Karair (en)

## Naissance
- Eljas Aalto (fi), sprinteur.
- Alma, chanteuse.
- Natalia Kallio (fi), écrivaine.
- Klaus Mäkelä, chef d'orchestre et violoncelliste.
- Tero Seppälä, biathlète.
- Joonas Vahtera (fi), footballeur.

## Décès
- Erkki Karjalainen (fi), trompettiste.
- Lemmikki Kekomäki (fi), juriste.
- Rauni Luoma (fi), actrice.
- Elina Pohjanpää (fi), actrice.